# Baloghia spinifera
Baloghia spinifera är en kvalsterart som beskrevs av Sandór Mahunka 1994. Baloghia spinifera ingår i släktet Baloghia och familjen Haplozetidae. Inga underarter finns listade.